# Cveta Mlakar
Cveta Mlakar (r. Praprotnik), slovenska ekonomistka, * 18. april 1919, Središče ob Dravi, * 2016.
Mlakarjeva je od 1941 predvsem na Štajerskem sodelovala v NOB. Po koncu vojne je študirala ekonomijo v SZ in na ljubljanski EF kjer je 1950 diplomirala in 1961 tam tudi doktorirala. Študijsko se je izpopolnjevala na univerzah v Parizu, na Dunaju, v Londonu in Cambridgeu. Leta 1957 je postala predavateljica na EF v Ljubljani, od 1974 do 1987 redna profesorica. Predavala je politično ekonomijo, teorijo cen in mikroekonomijo. Leta 2005 je bila imenovana za zaslužno profesorico.
Napisala je več kot 70 razprav o Marxovi teoriji vrednosti, o normalnih cenah, trgu, rentah in gospodarski politiki ter postala ena vodilnih jugoslovanskih ekonomistk. Izdala je več knjig in bila nosilka partizanske spomenice 1941.